# Kariba
Kariba ist eine Stadt in der Provinz Mashonaland West in Simbabwe.   Zusammen mit ihrem Umland stellt sie einen der Urbanen Distrikte Simbabwes mit 27.910 Einwohnern (2022) und einer Fläche von 24 km².

## Geografie
Sie liegt an der Kariba-Talsperre am nordöstlichen Ende des Sees, in dessen Mitte und durch die Talsperre die Grenze zu Sambia verläuft, etwa 500 Meter über dem Meeresspiegel in Distrikt Kariba Rural. Es existieren drei voneinander isolierte Siedlungsteile: Mahombekombe, Nyamhunga und Heights. Das Zentrum der Kommunalverwaltung liegt im Old Administration Block in Heights. Der Urbane Distrikt ist in 9 Wards aufgeteilt.

## Geschichte
Der Ort Kariba entstand ab 1955 zusammen mit dem Bau der gleichnamigen Talsperre. Hier lebten vor allem die mit dem Staudammprojekt befassten Personen.
Es sind zweimal während des Bürgerkriegs Personenflüge, die kurz zuvor in Kariba gestartet sind, von Boden-Luft-Rakete abgeschossen worden. Der Flug Air-Rhodesia-Flug 825 am 3. September 1978 mit 48 Toten, und der Flug Air-Rhodesia-Flug 827 am 12. Februar 1979 mit 59 Toten.

## Wirtschaft
Kariba ist ein Zentrum des simbabwischen Tourismus in der Umgebung des Kariba-Sees und bietet mit seiner Tourismusinfrastruktur Besuchern zahlreiche Unterkünfte, zwei Spielbanken und Restaurants. Etwas abseits, am Seeufer gelegen, gibt es eine Krokodilfarm. Ein weiterer wichtiger Arbeitgeber ist die Zimbabwe Power Company (ZPC), der hiesige Wasserkraftwerksbetreiber.
Um den Stausee und die Umgebung zu erkunden, wo zahlreiche Nationalparks liegen, werden Rundfahrten, Mietboote und geführte Touren angeboten. Weitere typische Touristenziele sind die zum Weltnaturerbe erklärten Victoriafälle und der Hwange National Park.

## Infrastruktur
Westlich der Stadt ist der Grenzübergang mit Anschlüssen zu dem Fernstraßennetze von Sambia und Simbabwe. Zu erreichen ist Kariba unter anderen über den östlich des Ortes gelegenen Flughafen Kariba. Die Stadt hat einen kleinen Hafen. In Kariba gibt es 7 Grund- und 4 weiterführende Schulen. Die medizinische Versorgung wird über das Kariba District Hospital und 2 Ambulanzen, eine davon privat, geleistet.
Die durchschnittliche Wasserversorgung der Stadt beträgt 21 Stunden und der Prozentsatz des Anschlussgrades der gesamten Stadt beträgt etwa 98 %. Es gibt eine Kläranlage mit einer Kapazität von 3200 m³/Tag. Der Anschlussgrad des Abwassers beträgt 100 %. In Kariba gibt es Müllabfuhr und eine Müllpresse.

## Sozialstruktur
Die wirtschaftliche Ertragslage der Tourismusunternehmen gehört zu den Höchsten in ganz Simbabwe. Trotzdem leben am Rande des Ortes Menschen in tiefster Armut. Für den Kariba-See, ein ambitioniert geplantes Wasserkraftwerk und ein später werthaltiges Tourismusziel, musste ein Teil der angestammten Bevölkerung ihre Häuser, das natürliche und von ihr geschaffenes Erbe, ihre religiösen Orte, ihren Lebensunterhalt und die Gräber ihrer Vorfahren aufgeben, um aus den nun überfluteten Bereichen zu weichen. Der sich hier aufgebaute Widerspruch zwischen wenigen Nutznießern und der von dieser Entwicklung weitgehend abgekoppelten Landbevölkerung wird in Simbabwe öffentlich, kontrovers diskutiert.

## Sport
Kariba ist der Heimatort des Fußballvereins ZPC Kariba, des früheren Kariba FC.

## Bevölkerungsentwicklung
Bevölkerungsentwicklung
| Jahr          | Einwohner |
| ------------- | --------- |
| 1982 (Zensus) | 12.364    |
| 1992 (Zensus) | 20.736    |
| 2002 (Zensus) | 22.726    |
| 2012 (Zensus) | 26.112    |
| 2022 (Zensus) | 27.910    |

## Persönlichkeiten
- Ronika Tandi (* 1975), Künstlerin
- Rymez, Musikproduzent